# Steven Bernstein (musicien)
Pour les articles homonymes, voir Steven Bernstein et Bernstein.
Steven Bernstein, né le 8 octobre 1961 à Washington D.C., est un trompettiste (trompette à coulisse), arrangeur, compositeur et chef d'orchestre américain de New York.
Il est surtout connu pour avoir collaboré avec The Lounge Lizards, Sex Mob, Spanish Fly et le Millennial Territory Orchestra.
Son CD Sexotica (2006), avec Sex Mob, a été nommé pour un Grammy.

## Discographie

### En tant que sideman
Avec Carla Bley
- 1991 : The Very Big Carla Bley Band